# TGV
|  | Aquest article tracta sobre els trens TGV de la companyia SNCF, per als trens en general que poden circular a gran velocitat vegeu Tren de gran velocitat |

El TGV (en francès, abreviació de Train à Grande Vitesse) és un Tren d'Alta Velocitat d'origen francès que dona servei a velocitats superiors a 320 km/h. És operat per la SNCF (Société Nationale des Chemins de fer Français) i dissenyat i construït per la divisió de transports de la societat Alstom (abans anomenada GEC Alsthom).
El terme TGV s'utilitza per a designar tots els components del sistema que permet oferir un servei ferroviari a alta velocitat. Aquests elements són un conjunt de trens dissenyats específicament per a aquest fi (els trens especials TGV) i una xarxa de vies especials, les LGV, o Línia d'Alta Velocitat (Ligne à Grande Vitesse en francès), que permeten als trens assolir les prestacions òptimes.
La xarxa de trens TGV ofereix exclusivament servei a viatgers, amb l'excepció de tres trens postals, els TGV-La Poste, que són explotats per La Poste (empresa francesa de correus) en un servei especial de correu urgent entre París i Lió.
Originalment les sigles TGV volien dir Velocitat Molt Alta (Très Grande Vitesse), per a denominar el primer prototip de turbotren, el TGV 001. L'objectiu era marcar una nova etapa, superant els 200 km/h assolits aleshores a la xarxa convencional (1967). L'habitual utilització d'aquestes sigles per a designar els trens d'alta velocitat ha fet evolucionar el nom cap a Tren a Gran Velocitat.
Actualment TGV és una marca registrada per la SNCF. El Logotip, d'aspecte metal·litzat, intenta evocar la fluïdesa, la potència i la velocitat del tren (encara que, des d'una interpretació ben diferent, evoca un caragol). L'eslògan del TGV és TGV, prenez le temps d'aller vite (TGV, dediqueu una mica de temps a anar ràpid).

## Cronologia del TGV

La xarxa TGV

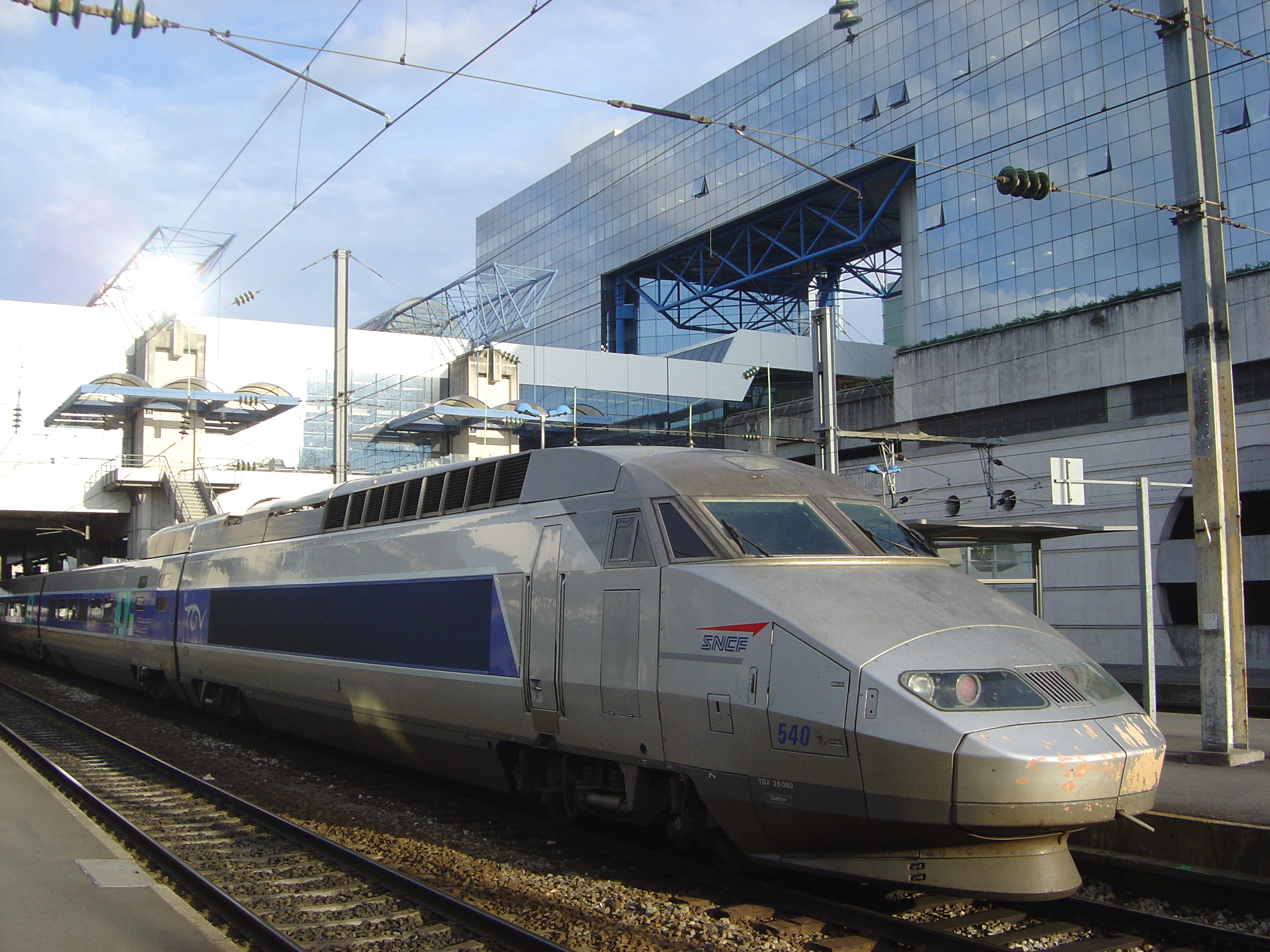
Composició del TGV a l'estació de Rennes

- 1938: Neix la SNCF (Société Nationale des Chemins de Fer).
- 1954: Es realitzen assajos de velocitat amb el material rodant. S'arriba a la velocitat de 243 km/h amb tracció elèctrica.
- 28 de març de 1955: Dues locomotores elèctriques (la CC 7107 i la BB 9004) fixen el nou rècord de velocitat en 331 km/h.
- 1967: S'estableix el primer servei regular a 200 km/h a la línia Tolosa-París.
- Desembre de 1966: Neix el projecte C03, amb l'objectiu d'enllaçar París i Lió amb un servei de turbotrens a una velocitat de 250 km/h.
- 4 d'abril de 1972: Primera prova amb el TGV-001, un prototip propulsat per una turbina aeronàutica de gas.
- 1973: A conseqüència de la crisi del petroli del 1973 la SNCF decideix desenvolupar la tracció elèctrica per al futur TGV.
- Febrer 1976: la SNCF fa una primera comanda de 90 composicions TGV-Sud-Est a ALSTOM, que donaran servei a una velocitat comercial de 280 km/h.
- 26 de febrer del 1981: El TGV supera la velocitat dels 380 km/h, batent el rècord de velocitat sobre línia fèrria.
- 22 de setembre del 1981: François Mitterrand inaugura els 417 km de la línia TGV entre París i Lió.
- 18 de maig de 1990: Una unitat del TGV-Atlantique circula a 515 km/h, fixant un nou rècord mundial de velocitat que serà vigent durant 17 anys.
- 28 de novembre de 2003: S'arriba al passatger 1000 milions. S'espera arribar al passatger 2000 milions l'any 2010.
- 14 de febrer de 2007: Una composició especial (la V-150) del TGV-Duplex, de dos pisos, arriba als 553 km/h a la línia París-Estrasburg, durant unes proves que tenen com a objectiu arribar als 570 km/h per a batre un nou rècord oficial de velocitat (les velocitats assolides en proves no compten oficialment).
- 3 d'abril de 2007: La V-150 arriba als 574 km/h en un tram de la línia París-Estrasburg, batent en 59 km/h el rècord oficial de velocitat existent, establert l'any 1990 per un altre comboi francès.